# فرودگاه برینگین
فرودگاه برینگین (به انگلیسی: Beringin Airport) یک فرودگاه همگانی با کد یاتا MTW است که یک باند فرود آسفالت دارد و طول باند آن ۹۰۰ متر است. این فرودگاه در کشور اندونزی قرار دارد و در ارتفاع ۳۹ متری از سطح دریا واقع شده‌است.

## شرکت‌های هواپیمایی و مقصدهای پروازی
The following airlines offer direct passenger flights from this airport.
| شرکت‌های هواپیمایی | مقصدهای پروازی             |
| ----------------- | -------------------------- |
| اویاستار          | تیلیک ریووت                |
| سوسی ایر          | سیامسودین نور، تیلیک ریووت |